# Caradrina fusca
Caradrina fusca är en fjärilsart som beskrevs av Costri. Caradrina fusca ingår i släktet Caradrina och familjen nattflyn. Inga underarter finns listade i Catalogue of Life.